# Lisa Kleypas
Œuvres principales
- Série La Ronde des saisons
- Série Les Hathaways
- Série La Saga des Travis
- Série Friday Harbor
- Série Les Ravenels

Lisa Kleypas, née le 5 novembre 1964 à Temple au Texas, est un auteur américaine de romances. En 1985, elle gagne le titre de Miss Massachusetts et participe au concours de Miss America à Atlantic City. Kleypas réside au Texas avec son mari Gregory Ellis, le vice-président de Ultra Violet Systems Inc. et leurs deux enfants.

## Biographie
Lisa Kleypas commence à écrire ses propres romans d'amour pendant les vacances d'été entre ses études de science politique au Wellesley College à Boston. Ses parents acceptent de la financer pendant quelques mois après la remise des diplômes pour qu'elle puisse terminer son manuscrit. Environ deux mois plus tard, à l'âge de 21 ans, Kleypas publie son premier roman.
À la même époque, elle obtient le titre de Miss Massachusetts. Lors de la compétition du concours Miss America, elle chante une chanson qu'elle a elle-même écrite, ce qui lui permet d'obtenir le prix de « non-finaliste la plus talentueuse ».
Kleypas est un écrivain de romances à plein temps depuis la publication de son premier roman. Ses livres se placent régulièrement en tête des classements de livre à succès, se vendent à des millions d'exemplaires à travers le monde et sont traduits dans quatorze langues différentes.
En octobre 1998, la maison de Lisa Kleypas située au Texas est inondée en quelques heures après que des pluies torrentielles se sont abattues sur la ville. Elle et sa famille ont tout perdu sauf les vêtements qu'ils portaient et leur porte-monnaie. Dans les jours qui suivirent, ses collègues des éditions Avon lui ont envoyé des colis de vêtements et de livres pour l'aider à s'en remettre. Cependant, pour Kleypas, le moment clé se situe après l'inondation, lorsqu'elle et sa mère (qui a également vu sa maison dévastée), font un tour rapide au supermarché pour acheter des brosses à dents, des vêtements propres et d'autres objets indispensables. Séparément, chacune d'entre elles ont également choisi un roman d'amour, il leur est nécessaire pour les aider à oublier le stress dans lequel elles se trouvent. Pour Kleypas, cette coïncidence confirme sa décision d'écrire des romances plutôt que des œuvres plus littéraires.
Bien que principalement connue pour ses romances historiques, Kleypas délaisse momentanément le genre avec la parution en mars 2007 de sa première romance contemporaine, Mon nom est Liberty. Kleypas précise qu'elle continuera à écrire des romances historiques dans le futur.

## Œuvres

### SérieBerkley-Faulkner
1. (en) Where Passion Leads, 1987
2. (en) Forever My Love, 1988

### SérieLa Famille Vallerand
1. L'Épouse volée, J'ai lu, coll. « Aventures et Passions », 2014 ((en) Only in your arms, 1992)
2. Le Capitaine Griffin, J'ai lu, coll. « Aventures et Passions », 2014 ((en) Only with Your Love, 1992)

### SérieGamblers
1. Par pure provocation, J'ai lu, coll. « Aventures et Passions », 1995 ((en) Then Came You, 1993)
2. La Loterie de l'amour, J'ai lu, coll. « Aventures et Passions », 1998 ((en) Dreaming of You, 1994)

2,5 (fr) L'équation à deux inconnus, 2003Roman court paru dans l'anthologie Un héros pour Noël édition J'ai lu (en "Where's m'y héros"2023")

### SérieStokehurst
1. L'Ange de minuit, J'ai lu, coll. « Aventures et Passions », 1995 ((en) Midnight Angel, 1995)
2. Prince de l'éternité, J'ai lu, coll. « Aventures et Passions », 1997 ((en) Prince of dreams, 1995)

### SérieLe Capitol
1. Un jour tu me reviendras, J'ai lu, coll. « Aventures et Passions », 1999 ((en) Somewhere I'll Find You, 1996)
2. Parce que tu m'appartiens, J'ai lu, coll. « Aventures et Passions », 1999 ((en) Because You're Mine, 1997)
3. Nulle autre que vous, J'ai lu, coll. « Aventures et Passions », 2014 ((en) I Will, 2001)Dans l'anthologie Wish List

### SérieBow Street Runners
1. Courtisane d'un soir, J'ai lu, coll. « Aventures et Passions », 2001 ((en) Someone to Watch Over Me, 1999)
2. L'Amant de Lady Sophia, J'ai lu, coll. « Aventures et Passions », 2003 ((en) Lady Sophia's Lover, 2002)
3. Libre à tout prix, J'ai lu, coll. « Aventures et Passions », 2004 ((en) Worth Any Price, 2003)

### SérieLa Ronde des saisons
1. Secret d'une nuit d'été, J'ai lu, coll. « Aventures et Passions », 2009 ((en) Secrets of a Summer Night, 2005)
2. Parfum d'automne, J'ai lu, coll. « Aventures et Passions », 2009 ((en) It Happened One Autumn, 2005)
3. Un diable en hiver, J'ai lu, coll. « Aventures et Passions », 2010 ((en) Devil in Winter, 2006)
4. Scandale au printemps, J'ai lu, coll. « Aventures et Passions », 2010 ((en) Scandal in Spring, 2006)
5. Retrouvailles, J'ai lu, coll. « Aventures et Passions », 2010 ((en) A Wallflower Christmas, 2008)

### SérieLes Hathaways
1. Les Ailes de la nuit, J'ai lu, coll. « Aventures et Passions », 2011 ((en) Mine Till Midnight, 2007)
2. L'Étreinte de l'aube, J'ai lu, coll. « Aventures et Passions », 2011 ((en) Seduce Me At Sunrise, 2008)

2,5 (en) A Hathaway wedding, 2009, nouvelle
1. La Tentation d'un soir, J'ai lu, coll. « Aventures et Passions », 2011 ((en) Tempt Me At Twilight, 2009)
2. Matin de noces, J'ai lu, coll. « Aventures et Passions », 2011 ((en) Married By Morning, 2010)
3. L'Amour l'après-midi, J'ai lu, coll. « Aventures et Passions », 2011 ((en) Love In The Afternoon, 2010)

### SérieLa Saga des Travis
1. Mon nom est Liberty, J'ai lu, coll. « Promesses », 2010 ((en) Sugar Daddy, 2008)
2. Bad Boy, J'ai lu, coll. « Promesses », 2010 ((en) Blue-Eyed Devil, 2009)
3. La Peur d'aimer, J'ai lu, coll. « Promesses », 2010 ((en) Smooth Talking Stranger, 2009)
4. La Couleur de tes yeux, J'ai lu, 2015 ((en) Brown-Eyed Girl, 2015)

### SérieFriday Harbor
1. Nuit de Noël à Friday Harbor, J'ai lu, coll. « Promesses », 2013 ((en) Christmas Eve at Friday Harbor, 2010)
2. La Route de l'arc-en-ciel, J'ai lu, coll. « Promesses », 2013 ((en) Rainshadow Road, 2012)
3. Le Secret de Dream Lake, J'ai lu, coll. « Promesses », 2013 ((en) Dream lake, 2012)
4. Le Phare des sortilèges, J'ai lu, coll. « Promesses », 2013 ((en) Crystal cove, 2013)

### SérieLes Ravenels
1. Cœur de canaille, J'ai lu, coll. « Aventures et Passions », 2016 ((en) Cold-Hearted Rake, 2015)
2. Une orchidée pour un parvenu, J'ai lu, coll. « Aventures et Passions », 2016 ((en) Marrying Winterborne, 2016)
3. L'Insoumise apprivoisée, J'ai lu, coll. « Aventures et Passions », 2017 ((en) Devil in Spring, 2017)
4. L'Inconnu, J'ai lu, coll. « Aventures et Passions », 2018 ((en) Hello Stranger, 2018)
5. Lady Phoebe, J'ai lu, coll. « Aventures et Passions », 2019 ((en) Devil's Daughter, 2019)
6. Ma très chère Cassandra, J'ai lu, coll. « Aventures et Passions », 2020 ((en) Chasing Cassandra, 2020)
7. Un charme diabolique, J'ai lu, collègues "Aventure et passion" (en Devil in Disguise), 2021

### Romans indépendants historiques
- (en) Love, Come to Me, 1988
- (en) Give Me Tonight, 1989
- (en) Surrender, 1991Roman court
- (en) Dreaming you, 1994
- L'Imposteur, J'ai lu, coll. « Aventures et Passions », 2000 ((en) Stranger in My Arms, 1998)
- Frissons interdits, J'ai lu, coll. « Aventures et Passions », 2002 ((en) Where Dreams Begin, 2000)
- Sous l'emprise du désir, J'ai lu, coll. « Aventures et Passions », 2002 ((en) Suddenly You, 2001)
- (en) When Strangers Marry, 2002
- Les Blessures du passé, J'ai lu, coll. « Aventures et Passions », 2005 ((en) Again the Magic, 2004)

## Récompenses
- 1998 - Prix Waldenbooks pour la meilleure progression des ventes, pour Courtisane d'un soir
- 1999 - Finaliste du prix RITA de Romance Writers of America pour Courtisane d'un soir
- 2002 - Finaliste du prix RITA de Romance Writers of America pour Sous l'emprise du désir
- 2002 - Prix RITA de Romance Writers of America pour sa nouvelle de Noël dans Wish List
- 2002 - Meilleur roman d'amour historique sensuel du magazine Romantic Times pour L'Amant de Lady Sophia
- 2002 - Critiques positives dans Publishers Weekly pour L'Amant de Lady Sophia
- 2003 - Critiques positives dans Publishers Weekly pour Libre à tout prix
- 2003 - Sélectionnée parmi les 10 meilleurs romans d'amour de l'année 2003 du site Amazon pour Where's My Hero et Libre à tout prix
- 2004 - Prix RITA de Romance Writers of America dans la catégorie des romances historiques pour Libre à tout prix
- 2004 - Critiques positives dans Publishers Weekly pour Secrets d'une nuit d'été
- 2006 - Finaliste du prix RITA de Romance Writers of America dans la catégorie des romances historiques pour Parfum d'automne